# Forna
Forna és una pedania del municipi de l'Atzúbia amb 88 habitants (fornalers, INE 2007), a les Valls de Pego (Marina Alta), a uns 3 km al nord-est del terme municipal.
Geogràficament, queda aïllada de l'Atzúbia pels últims contraforts de la serra de l'Almirall i oberta a l'horta d'Oliva, cap on es dirigix el barranc de Forna. Hi ha una important presència de població estrangera, especialment britànica. Forna, centre de la seua Baronia, era un lloc mixt de moriscs i cristians a principis del segle xvii i fins al 1920 va ser un municipi independent. En 1911 Forna i l'Atzúbia es fusionaren i passaren a formar un únic municipi.
Està situada als peus d'un muntijol on es troba el castell àrab de Forna.